# Frédéric Daerden
Frédéric Daerden (ur. 11 stycznia 1970 w Montegnée) – belgijski i waloński polityk, poseł do Parlamentu Europejskiego VII kadencji.

## Życiorys
Syn Michela Daerdena. Z wykształcenia finansista, absolwent wyższej szkoły handlowej przy Uniwersytecie w Liège. Na tej samej uczelni uzyskał dyplom MBA. Pracował jako audytor i nauczyciel akademicki.
W latach 80. wstąpił do walońskiej Partii Socjalistycznej. Od 1999 był posłem do regionalnego parlamentu. W 2000 został zastępcą burmistrza miasta Herstal, a sześć lat później objął urząd burmistrza tej miejscowości. W 2003 objął funkcję wiceprzewodniczącego socjalistów w prowincji Liège.
W wyborach w 2009 z ramienia Partii Socjalistycznej uzyskał mandat deputowanego do Parlamentu Europejskiego. Przystąpił do grupy Postępowego Sojuszu Socjalistów i Demokratów oraz do Komisji Zatrudnienia i Spraw Socjalnych. W 2014 wybrany do federalnej Izby Reprezentantów (ponowny wybór w 2019 i 2024).
We wrześniu 2019 powołany w skład rządu wspólnoty francuskiej Belgii jako zastępca ministra-prezydenta odpowiedzialny m.in. za budżet; stanowisko to zajmował do lipca 2024.